# كاثي كيلي (ناشطة)
كاثي كيلي (بالإنجليزية: Kathy Kelly)‏ (ولدت في 1952) هي ناشطة سلام أمريكية وسلامية وكاتبة، وواحدة من الأعضاء المؤسسين في أصوات في البرية والمنسقة المساعدة في الوقت الحالي لأصوات من أجل اللاعنف الخلاق. كجزء من فريق للسلام يعمل في العديد من البلدان، سافرت إلى العراق ست وعشرين مرة، وبقيت في مناطق القتال على نحو لافت للنظر خلال الأيام الأولى لكلتا الحربين التي خاضتهما الولايات المتحدة ضد العراق. 
ركز سفرها الأخير على أفغانستان وقطاع غزة، بجانب الاحتجاجات المحلية ضد السياسة الأمريكية بخصوص الطائرات بدون طيار. قُبض عليها أكثر من ستين مرة في الداخل والخارج، وكتبت من واقع خبراتها بين أهداف القصف العسكري الأمريكي ونزلاء السجون في الولايات المتحدة. تعيش كاثي في شيكاغو.

## السيرة الذاتية

### النشأة والتعليم 1953–1978
وُلدت كيلي في 1952 في حي غارفيلد ريدج بشيكاغو لوالديها فرانك وكاثرين كيلي. التحقت بمدرسة القديس بول كينيدي الثانوية بنظام «الوقت المشترك»، إذ قُسم وقتها بين المعهد الكاثوليكي حيث اطلعت على كتابات دانيال بيريغان ومارتن لوثر كينغ الابن لتقرأها بجانب النصوص الإنجيلية، وقضت الجزء الآخر من الوقت في مدرسة حكومية حيث كان العنف بين الأعراق شائعًا. حصلت على البكالوريوس من جامعة لويولا شيكاغو وعملت في العديد من الوظائف الليلية للمساعدة في دفع المصروفات الجامعية، بما في ذلك عمل محدد على خط إنتاج لتعليب اللحوم، ما دفعها لأن تصبح نباتية طوال حياتها. خلال تلك السنوات، تتذكر أنها تأثرت بشدة بالوثائقى الذي أخرجه آلان رينيه عن الهولوكوست والذي حمل اسم ليل وضباب، وكذلك بمحاضرة الناشط بحرب فيتنام توم كورنيل، وبكتابات الناشط ويليام سترينجفيلو.

### ناشطة الفقر والسلام 1978–1996
بعد الجامعة في 1978، وخلال عملها على الماجستير في التعليم الديني (في مدرسة شيكاغو اللاهوتية) بدأت كيلي في العمل التطوعي بحي أب تاون بشيكاغو (حيث لا زالت تستقر هناك)، وعملت في مطبخ محلي للصابون مع دائرة من الناشطين، شملت روي بورجوازي المؤسس المستقبلي لمدرسة الرصد الأمريكية SOAW، الذين تمركزوا حول منزل فرنسيس الأسيزي بشيكاغو، وهو ملجأ للمشردين على طريقة الحركة العمالية الكاثوليكية. في 1980 بدأت العمل كمدرسة للدين في مدرسة ابتدائية عرفت باسم كلية القديس إغناطيوس.
في 1982 تزوجت من الناشط الزميل كارل ميير وبدأت «مقاومة لضرائب الحرب» استمرت طيلة حياتها (رفض دفع الضرائب الفيدرالية على خلفية سلامية)، وطلبت من صاحب العمل تخفيض راتبها إلى ما دون الدخل الخاضع للضريبة. أتاحت لها منحة يسوعية احترافية للتطوير السفر إلى نيكاراغوا في 1985 والمشاركة في صيام قاده وزير الخارجية ميغيل ديسكوتو ضد نشاط ميليشيات الكونترا المدعومة من الولايات المتحدة. عند عودتها إلى الولايات المتحدة، تركت كلية القديس إغناطيوس في 1986 من أجل التركيز على النشاطية بما في ذلك عامين عملت خلالهم كمعلمة في مدرسة برولوج الثانوية في أب تاون خدمت خلالهم الشباب المهمشين منخفضي الدخل.
في أغسطس 1988، شاركت كيلي في زراعة السلام في ميسوري، متجاوزةً قذيفة سيلو النووية بالقرب من كنساس سيتي بولاية ميزوري لزراعة الذرة عليها. بسبب هذا الفعل قضت تسعة أشهر في سجن ليكسينغتون شديد الحراسة في كنتاكي.
في 1990 انضمت لفريق الخليج للسلام، وهو وفد تجمع للاعتراض على حرب الخليج الوشيكة وقضت أول 14 يومًا من الحرب الجوية معسكِرةً على الحدود العراقية السعودية قبل الإخلاء إلى بغداد ثم إلى عمان بالأردن حيث ساعدت في التنسيق لأعمال الإغاثة. 
ساعدت كيلي في التنظيم وشاركت في العديد من فرق الفعل المباشر غير العنيف في مناطق الحرب خارج العراق: البوسنة في ديسمبر 1992 وأغسطس 1993، وهايتي في صيف 1994. انفصلت عن مايير في 1994 ولكنهم استمروا أصدقاء.

### أصوات في البرية 1996–2003
في 1993، وبعد عودتها من البوسنة، أصبحت كيلي مقدمة الرعاية لوالدها بشكل كامل، ساعدها (حتى وفاته في عام 2000) شبكة من الأعضاء السابقين في فريق السلام في العراق والذين عاشوا وقتها في الشقة المشتركة الخاصة بها وبوالدها وحولها. في نهاية 1995 عزمت كيلي مع مجموعة أخرى من أولئك النشطاء على تأسيس أصوات في البرية، وهي حملة لإنهاء نظام الحصار المفروض على العراق من قِبل الولايات المتحدة والأمم المتحدة. في خطاب في يناير 1996، كتب النشطاء إلى النائب العام للولايات المتحدة وقتها جانيت رينو خطابًا يعلنون فيه عزمهم على السفر إلى العراق بالغذاء والدواء في انتهاك واضح للحصار. هدد خطاب الرد المشاركين بتوقيع أحكام السجن المنفصل لمدة 12 عامًا وغرامة بقيمة مليون دولار لكل منهم.
بين عامي 1996 و2003، نظمت أصوات أكثر من 60 وفدًا إلى العراق وقدموا الغذاء والدواء إلى المواطنين العراقيين مباشرةً في انتهاك عمدي للقانون الأمريكي والحصار الاقتصادي المفروض من الأمم المتحدة. رفض المشاركون دفع الغرامات جراء تلك الأفعال بل توسلوا لجمع التبرعات من الداعمين للإمدادات التي تُوزع خلال الزيارات المتكررة. أمل الأعضاء أن يرفعوا الوعي في الولايات المتحدة من خلال الاحتجاجات والظهور في الإعلام والحسابات الشخصية لأعمال الوفد. ذهبت كيلي في 26 من تلك الوفود.
ركز عمل أصوات في المقام الأول، وليس حصرًا، على العراق: في أبريل 2002، سارت كيلي وزملاؤها من النشطاء على أقدامهم ودخلوا في مفاوضات متكررة مع ضباط الجيش الإسرائيلي، وأصبحوا أول الدوليين الذين يزورون مخيم جنين للاجئين بعدما سمعوا، حين كانوا في فريق عمل للسلام في الضفة الغربية، بالهجمات الأخيرة والتي وصفتها كيلي بالخسائر الكبيرة في المدنيين بعدما شاهدتها مباشرة حين كانت في الضفة الغربية. 
في مارس 2003، عادت كيلي إلى بغداد قبل بداية حرب العراق بفترة قصيرة، وشهدت قصف الصدمة والترويع، وبقيت لمدة شهرين. روت تجاربها عن القصف للغربيين من خلال مواقع الشهادة المعادية للحرب والشهادة الدينية. عندما مهدت الحرب الجوية الطريق للغزو البري، كانت موجودة مع نشطاء آخرين لتحية جنود الولايات المتحدة الواصلين بالتمور والمياه.
في نوفمبر من نفس العام انضمت كيلي إلى 43 ناشطًا ودخلوا بشكل غير قانوني إلى قاعدة فورت بينينغ الخاصة بالجيش الأمريكي كجزء من الاحتفال السنوي بعشية العيد لمدرسة الرصد الأمريكية، وواجهت عقوبة الحبس لمدة ثلاثة أشهر، والتي نفذتها في سجن إلينوي بيكين في 2004، إذ كان في وداعها صديقها القديم ستادز تيركل. نتج عن خبراتها في السجن العديد من المقالات التي جُمعت في كتابها الأراضي الأخرى لها أحلام، الذي نُشر في 2005. 
وُقع على أصوات في البرية غرامة بقيمة 20,000 دولارًا لصالح وزارة المالية الأمريكية، ورفضت الحركة دفعها؛ «اتهمت بتصدير بضائع أو خدمات غير معينة، والتي ذكر المتحدث الرسمي أنها كانت مرتبطة بتوصيل الأدوية إلى العراق منذ عدة سنوات». أيدت المحكمة الغرامة في نهاية عام 2004. في 2005، أعلنت كيلي عن حل أصوات في البرية، وتكونت مجموعة أصوات من أجل اللاعنف الخلاق للاستمرار في تحدي الحرب العسكرية والاقتصادية التي تشنها الولايات المتحدة ضد العراق والبلدان الأخرى.